# Riencourtia
Riencourtia là một chi thực vật có hoa trong họ Cúc (Asteraceae).

## Loài
Chi Riencourtia gồm các loài: